# Parapsyllus dacunhai
Parapsyllus dacunhai är en loppart som beskrevs av De Meillon 1952. Parapsyllus dacunhai ingår i släktet Parapsyllus och familjen Rhopalopsyllidae. Inga underarter finns listade i Catalogue of Life.